# Esko Karhunen
Esko Ensio Karhunen (Helsinki, 4 gennaio 1928 – Helsinki, 8 marzo 2016) è stato un cestista finlandese.

## Carriera
Con la Finlandia ha disputato i Giochi olimpici di Helsinki 1952.

## Palmarès
- Campionato finlandese: 13

Pantterit: 1944, 1945, 1948, 1949, 1950, 1951, 1952, 1953, 1954, 1955, 1956, 1957, 1959